# جون كانتلي
جون هنري كانتلي (بالإنجليزية: John Cantlie) (مواليد 1970) صحفي بريطاني ومراسل ومصور كان يعمل مراسلًا في سوريا، وقام تنظيم الدولة الإسلامية بأسره مع جيمس فولي في نوفمبر 2012. ثم انضم للعمل كصحفي مع تنظيم الدولة الإسلامية، حيث يقوم بتسجيل سلاسل تتحدث عن الحياة داخل الأراضي التي يسيطر عليها التنظيم.

## تاريخ الأسرة
جون هنري كانتلي هو حفيد السير جيمس كانتلي الطبيب الذي شارك في تأسيس كلية الطب في هونغ كونغ في عام 1887 (حاليًا جامعة هونغ كونغ). وجده العقيد كينيث كانتلي، الذي صمم القطارات الصينية (KF) والتي ظلت في الخدمة حتى عام 1972، ووالده بول كانتلي توفي في 16 أكتوبر 2014.

## وقوعه في الأسر
في نوفمبر 2012، تم الكشف عن أسر جون كانتلي جنبًا إلى جنب مع الصحفي الأمريكي جيمس فولي. وقتل تنظيم الدولة الإسلامية جيمس فولي في أغسطس 2014.

### عمله في إعلام تنظيم الدولة الإسلامية
بعد أن أسره بعامين تقريبًا؛ ظهر كانتلي في 18 سبتمبر 2014 في إصدار نشرته الدولة الإسلامية في العراق والشام، بعنوان أَعيرني أُذُنَيك، واعتبارًا من شهر فبراير 2015، أصدرت ستة إصدارات بنفس العنوان أَعيرني أُذُنَيك، وظهر كانتلي في هذه السلسلة يتحدث جالسًا على طاولة خشبية ومرتديًا زي السجن البرتقالي ووراءه خلفية سوداء. وهاجم كانتلي في الإصدارات السياسة الخارجية الغربية، بما في ذلك الأعمال العسكرية والسياسية والبيانات والتغطية الإعلامية. وهاجم تعامل الولايات المتحدة وبريطانيا مع الرهائن، ومقارنًا بتعامل الدول الأوروبية الأخرى التي لجأت للتفاوض مع تنظيم الدولة الإسلامية للإفراج عن الرهائن.

لم يظهر كانتلي في الإصدارات الأخيرة كأسيرًا، بل ظهر بصفته مراسلًا صحفيًا ينقل الحقائق، حيث طاف في الأراضي التي تسيطر عليها الدولة الإسلامية بكل حرية من مدينة الموصل حتى عين العرب (كوباني)، واصفًا الحياة تحت حكم التنظيم، حيث قال في الإصدار الذي أنتجته مؤسسة الحياة:
| جون كانتلي | إن الإعلام يحب تصوير الحياة في الدولة الإسلامية على أنها موحشة، وأن الناس يمشون في ذلّ، بسلاسل، تضربهم قوانين حكم استبدادي، لكن سوى الجو الشتوي البارد رغم ظهور الشمس، فإن العيش هنا في الموصل طبيعي. | جون كانتلي |

ومن الغير الواضح ما إذا ما كان كانتلي أسيرًا حتى الآن أم لا، وتقول أخته جيسيكا أن شقيقها «يعتقد ثلثي ما يقول في مقاطع الفيديو».

#### سلسلة أَعيرني أُذُنَيك
أصدر تنظيم الدولة 7 فيديوهات في سلسلة أَعيرني أُذُنَيك.
| الإصدار | تاريخ الإصدار                 | مدته | تعليقات                                       |
| ------- | ----------------------------- | ---- | --------------------------------------------- |
| 1       | 18 أيلول / سبتمبر 2014        | 3:21 | مقدمة                                         |
| 2       | 18 أيلول / سبتمبر 2014        | 5:56 | "الحلقة 1" (الذي هو في الواقع الإصدار الثاني) |
| 3       | 30 أيلول / سبتمبر 2014        | 5:35 | "الحلقة 2"                                    |
| 4       | 12 تشرين الأول / أكتوبر 2014  | 6:54 | "الحلقة 3"                                    |
| 5       | 16 تشرين الأول / أكتوبر 2014  | 7:49 | "الحلقة 4"                                    |
| 6       | 12 تشرين الثاني / نوفمبر 2014 | 6:31 | "الحلقة 5"                                    |
| 7       | 24 تشرين الثاني / نوفمبر 2014 | 8:53 | "الحلقة 6" (الأخير في سلسلة)                  |

#### سلسلة بعنوان «من داخل»
تشمل هذه:
- «من داخل عين الإسلام (كوباني)» (مدته 5:37 دقيقة)، نشر 28 أكتوبر 2014  تم تصويره أثناء سيطرة التنظيم على مدينة عين الإسلام (كوباني).
- «من داخل الموصل» مدته (8:15 دقيقة)، نشر في 3 يناير 2015.
- «من داخل حلب» (مدته 12:00 دقيقة)، نشر في 9 فبراير 2015، قال كانتلي في الإصدار أنه سيكون الجزء الأخير من سلسلة «من داخل».

#### فيديوهات أخرى
- «جون كانتلي يتحدث عن الضربات الجوية الأميركية على النقاط الإعلامية في مدينة الموصل» (مدته 3:36 دقيقة)، نشر في 19 مارس 2016. نشر بعد عام من آخر إصدارات «من داخل».[19]
- «جون كانتلي يتحدث عن القصف الأمريكي على جامعة الموصل وغيرها من المناطق الشعبية في المدينة» [20]
- «جون كانتلي يتحدث عن القصف الأمريكي على الجسر الواصل بين ضفتي مدينة الموصل» (8:56 دقائق)، نشر في 7 ديسمبر 2016.[21][22]
- «جون كانتلي يظهر في إصدار بعنوان صيادو الدروع يتحدث من خلاله قدرات التنظيم في التصدي للمدرعات في معركة الموصل (2016)» (47:11 دقائق) نشر في 13 ديسمبر 2016.[23]

#### المنشورات الصحفية
نشر كانتلي عدة مقالات في مجلة دابق.